# 2-乙酰胺基丙烯酸甲酯
2-乙酰胺基丙烯酸甲酯是一种含氮有机化合物，化学式CH2=C(NHC(O)CH3)CO2CH3，是2-乙酰胺基丙烯酸的甲酯，常温常压下为白色固体，可发生迈克尔加成反应。